# Chastre
Chastre (em valão: Tchåsse) é um município da Bélgica localizado no distrito de Nivelles, província de Brabante Valão, região da Valônia.